# Địa khu Alaska
Địa khu Alaska (tiếng Anh: District of Alaska) là chỉ định của chính phủ cho Alaska từ ngày 17 tháng 5 năm 1884 đến ngày 24 tháng 8 năm 1912, khi nó trở thành Lãnh thổ Alaska. Trước đây nó đã được gọi là Sở Alaska. Vào thời điểm đó, các nhà lập pháp ở Washington, D.C, đã bận rộn với các vấn đề tái thiết sau nội chiến, và có ít thời gian để dành cho Alaska. Jefferson C. Davis, một sĩ quan quân đội Mỹ, được giao trách nhiệm là người chỉ huy đầu tiên của Sở Alaska, mà giữa năm 1884 và 1912 được đổi tên thành quận Alaska và được bổ nhiệm một chính phủ dân sự của Tổng thống Chester A. Arthur với đoạn văn Đạo luật hữu cơ đầu tiên Trong thời kỳ Sở Alaska thuộc quyền quản lý của Quân đội Hoa Kỳ (cho đến năm 1877), Bộ Tài chính Hoa Kỳ (từ 1877 đến 1879) và Hải quân Hoa Kỳ (từ 1879 đến 1884), nhưng bây giờ là khu vực có chính phủ riêng của mình.